# Petr Mudroch
Petr Mudroch (* 12. Oktober 1978 in der Tschechoslowakei) ist ein ehemaliger tschechischer Eishockeyspieler, der zuletzt beim KLH Chomutov in der tschechischen 1. Liga unter Vertrag stand.

## Karriere
Petr Mudroch begann seine Karriere als Eishockeyspieler beim HC Pardubice, für dessen Profimannschaft er in der Saison 1996/97 sein Debüt in der Extraliga gab. Parallel zu den Spielen für das Extraliga-Team kam der Verteidiger zwischen 1999 und 2001 auch für den HC Berounští Medvědi und Bílí Tygři Liberec in der zweitklassigen 1. Liga zum Einsatz. Seinen bis dahin größten sportlichen Erfolg erreichte der ehemalige Junioren-Nationalspieler mit dem Gewinn der Meisterschaft mit dem HC Pardubice in der Saison 2004/05, als er sich mit seiner Mannschaft im Finale mit einem Sweep in der Best-of-Seven-Serie gegen den HC Zlín durchsetzte. 
Im Sommer 2006 unterschrieb Mudroch bei Pardubices Ligarivalen HC Energie Karlovy Vary, mit dem er nach der Vizemeisterschaft 2008 ein Jahr später ebenfalls Meister wurde. In beiden Fällen war der HC Slavia Prag der Gegner. Für die Saison 2009/10 wurde der Linksschütze vom HC Kladno verpflichtet. Die folgende Spielzeit verbrachte er beim Zweitligisten KLH Chomutov, ehe er seine Karriere beendete.

### International
Für Tschechien nahm Mudroch an der U20-Junioren-Weltmeisterschaft 1997 teil, bei der er mit seiner Mannschaft den vierten Platz belegte.

## Erfolge und Auszeichnungen
- 2005 Tschechischer Meister mit dem HC Pardubice
- 2008 Tschechischer Vizemeister mit dem HC Energie Karlovy Vary
- 2009 Tschechischer Meister mit dem HC Energie Karlovy Vary